# ランダムウォーク

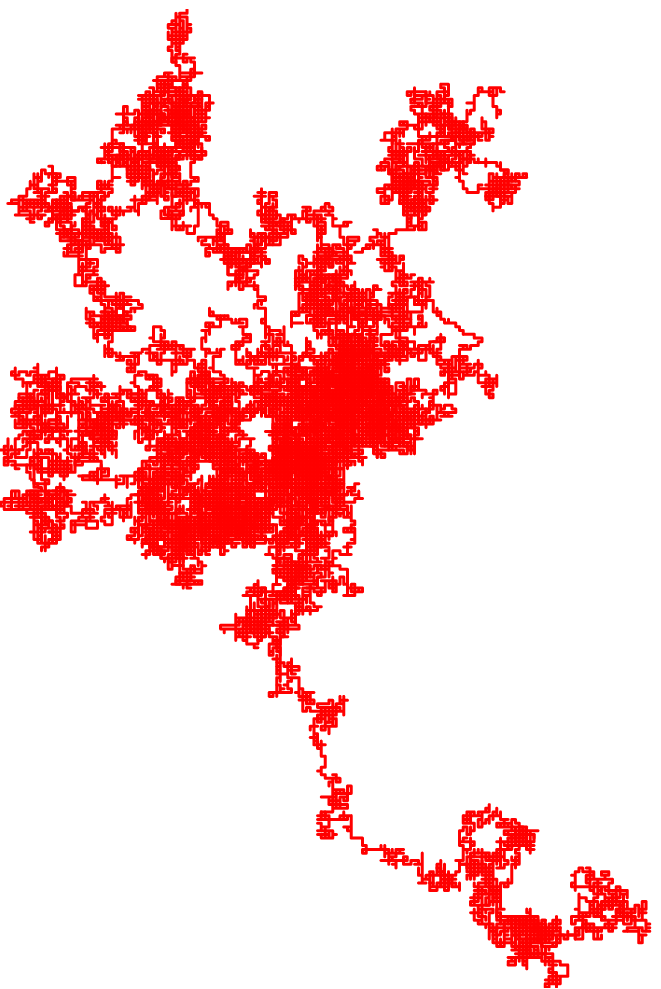
2次元ランダムウォークの軌跡。

ランダムウォーク（英: random walk）は、次に現れる位置が確率的に無作為（ランダム）に決定される運動である。日本語の別名は酔歩（すいほ）、乱歩（らんぽ）である。グラフなどで視覚的に測定することで観測可能な現象で、この時の運動の様子は一見して不規則なものになる。
ブラウン運動と共に、統計力学、量子力学、数理ファイナンス等の具体的モデル化に盛んに応用される。

## 数学的定義
{\displaystyle X_{n}} ({\displaystyle n=1,2,\dots }) を独立かつ同分布な {\displaystyle \mathbf {R} ^{d}} 値確率変数族とする。この時、
{\displaystyle S_{n}=X_{1}+\cdots +X_{n}}
を（{\displaystyle d} 次元）ランダムウォーク (d dimensional random walk, RW) という。
特に、{\displaystyle X_{n}} が {\displaystyle \mathbf {Z} ^{d}} 値であり、かつ、
{\displaystyle P(X_{n}=\mathbf {e} _{j})=P(X_{n}=-\mathbf {e} _{j})={\frac {1}{2d}}}
（{\displaystyle \mathbf {e} _{j}} は、第 {\displaystyle j} 成分が 1 の単位ベクトル）である時、Sn を（{\displaystyle d} 次元）単純ランダムウォーク (d dimensional simple random walk) という。
直接的一般化として、結晶格子（結晶構造の抽象化）上のランダムウォークが定式化され、中心極限定理と大偏差の性質が小谷と砂田により証明されている。

## 例

確率密度関数 のグラフ

コイントスにおいて、コインを投げて「裏と表が出る確率」は、共に二分の一である。
数直線上の点について、コインを投げて表が出た場合に点を右（正の方向）に進め、裏が出た場合に点を左（負の方向）に進める試行（1次元のランダムウォーク）を無限回繰り返した場合に、点がある位置に存在する確率は正規分布で示される。
しかし、点が正の領域にいる時間の割合{\displaystyle x}の分布は、{\displaystyle {\tfrac {1}{\pi {\sqrt {x(1-x)}}}}}の確率密度を持つ（負の領域にいる時間の割合は{\displaystyle 1-x}）。これは{\displaystyle x=0}および{\displaystyle x=1}で無限大に発散するグラフである。
すなわち、正・負のそれぞれの領域に半々ずつ点がいる確率よりも、どちらかの領域に多くいる確率の方がはるかに高い結果となる。

## 基本的性質
1. 再帰性
1または2次元の単純ランダムウォークは再帰的であり、3次元以上のランダムウォークは非再帰的である[7][8]。

1. Donsker の定理の系
Xn (n = 0, 1, ...) を平均 0 かつ分散 1 の独立かつ同分布な 1 次元ランダムウォークとし、
{\displaystyle S_{t}=S_{n}\quad {\mbox{ if }}t=n,\quad {\mbox{ linear }}{\mbox{ if }}n<t<n+1}
で定義すると、各 t ≧ 0 に対して次が成立する。
{\displaystyle P\left(\left|{\frac {S_{nt}}{\sqrt {n}}}-B_{t}\right|<\varepsilon \right)\rightarrow 0\quad {\mbox{ for all }}\varepsilon >0}

## 応用
レビのダスト
宇宙空間の星の分布のモデルとして考えられた点の分布。点の進む方向をランダム、進行距離の分布が冪級数で与えられるようなランダムウォーク。
自己回避ランダムウォーク
軌跡が交差しないランダムウォーク。理論的な解析は困難。高分子の幾何学的構造、海岸線などのモデル（自己相似）として利用されている。